# Cicely Tyson
Cicely Tyson (ur. 19 grudnia 1924 w Nowym Jorku, zm. 28 stycznia 2021) – amerykańska aktorka filmowa, telewizyjna i teatralna. W przebiegu kariery trwającej ponad siedem dekad stała się znana ze swoich ról silnych Afroamerykanek. Za swoją pracę na przestrzeni lat otrzymała honorowego Oscara (2018) oraz nagrodę Peabody (2020).
Szeroką rozpoznawalność i uznanie krytyków przyniósł jej występ w filmie Sounder z 1972, za rolę tę została m.in. nominowana do Oscara i Złotego Globu w kategorii najlepszej roli pierwszoplanowej. Trzykrotna zdobywczyni nagrody Emmy, dwie nagrody otrzymała za film telewizyjny The Autobiography of Miss Jane Pittman z 1974 a kolejną w 1994. Była do niej 14-krotnie nominowana w tym pięć razy za rolę gościnną w serialu Sposób na morderstwo (2015, 2017-20). Wystąpiła m.in. w nagradzanym i głośnym miniserialu Korzenie z 1977 oraz cieszących się podobnym uznaniem filmach Smażone zielone pomidory z 1991 oraz Służące z 2011.
Występowała na scenach teatralnych, laureatka m.in. nagrody Tony (2013). Odznaczona Medalem Wolności, który jest najwyższym uznaniem cywilnym w Stanach Zjednoczonych.
Jej drugim mężem był Miles Davis.

## Filmografia

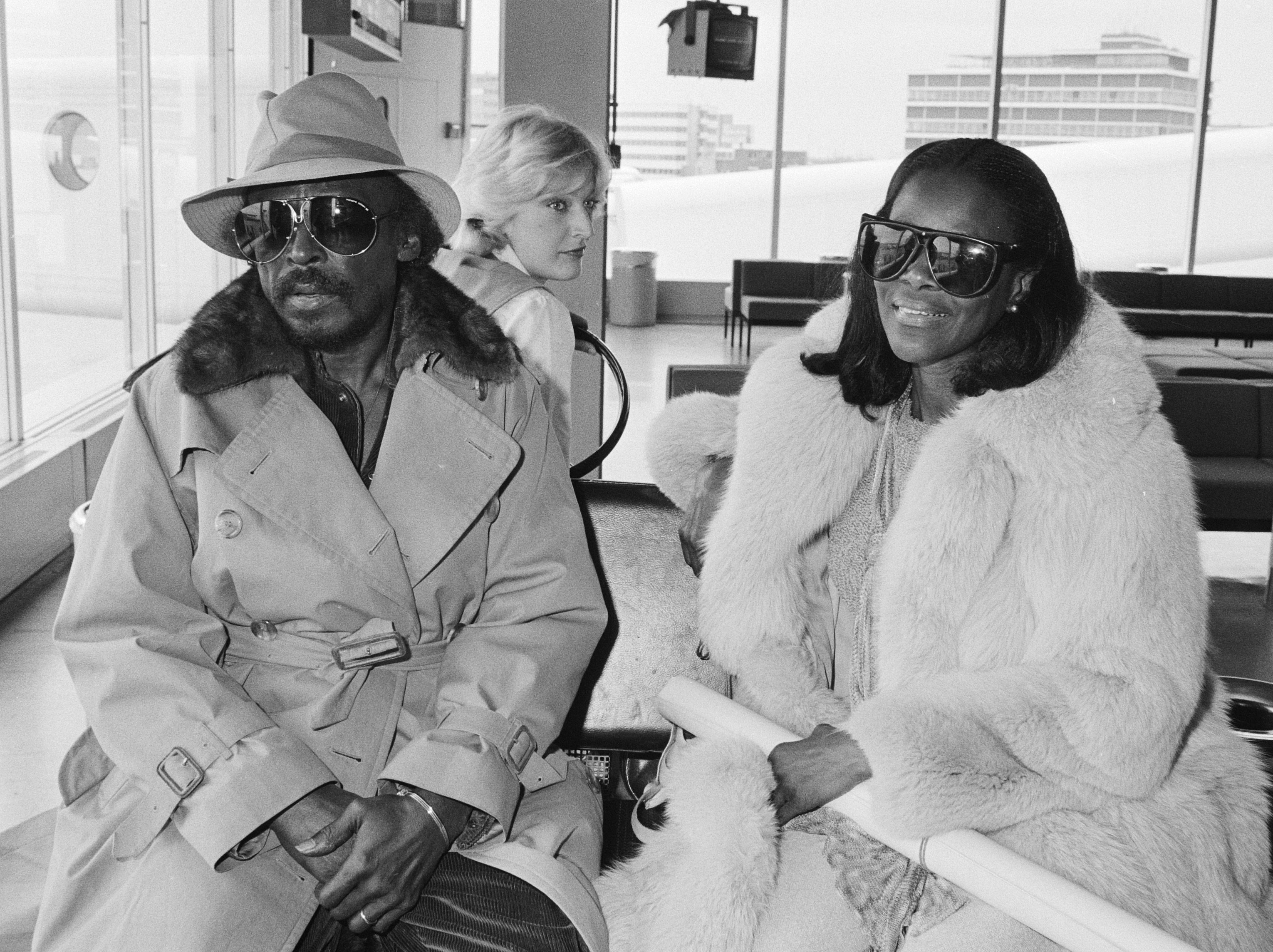
Tyson z Milesem Davisem (1982)

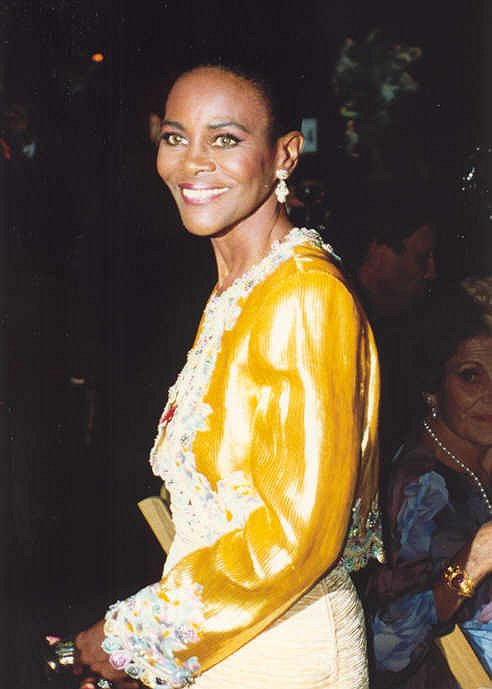
Cicely Tyson (1992)

### Filmy
- Ostatni z gniewnych (1959) jako dziewczyna pozostawiona na ganku
- Haiti – wyspa przeklęta (1966) jako Marie Therese
- Serce to samotny myśliwy (1968) jako Portia
- Sounder (1972) jako Rebecca Morgan
- Autobiografia panny Jane Pittman (1974) jako Jane Pittman
- Błękitny ptak (1976) jako kotka Tylette
- Port lotniczy ’79 (1979) jako Elaine
- Historia Marvy Collins (1981) jako Marva Collins
- Autobus wolności (1981) jako Vivian Perry
- O chłopcu, który kochał Boże Narodzenie (1990) jako Etta
- Smażone zielone pomidory (1991) jako Sipsey
- Dom tajemnic (1993) jako Evangeline
- Wdowa po konfederacie mówi wszystko (1994) jako Castalia
- Nowa opowieść wigilijna (1997; lub inny tytuł: Pani Scrooge) jako Ebenita Scrooge
- Gangster (1997) jako Stephanie St. Clair
- Zawsze na dnie (1998) jako Luvia
- Po wstrząsie (1999) jako Emily Lincoln
- Dzięki tobie, Winn-Dixie (2005) jako Gloria Dump
- Z pamiętnika wściekłej żony (2005) jako Myrtle Simmons
- Moja wielka wściekła rodzina (2006) jako Myrtle Simmons
- Idlewild (2006) jako matka Hopkins
- Małżeństwa i ich przekleństwa 2 (2010) jako Ola Jones
- Służące (2011) jako Constantine Jefferson
- Alex Cross (2012) jako Regina "Nana Mama" Cross
- Last Flag Flying (2017) jako pani Hightower

### Seriale
- Gunsmoke (1955-75) jako Rachel Biggs (gościnnie, 1970)
- Mission: Impossible (1966-73) jako Alma Ross (gościnnie, 1970)
- Korzenie (1977) jako Binta
- Martin Luther King (1978) jako Coretta Scott King
- Po tamtej stronie (1995–2002) jako Gretchen Parkhurst (gościnnie, 2000)
- Dotyk anioła (1994−2003) jako Abby (gościnnie, 2000)
- Prawo i porządek: sekcja specjalna (od 1999) jako Ondine Burdett (gościnnie, 2009)
- Dom z kart (2013-18) jako Doris Jones (w 3 odcinkach z 2016)
- Sposób na morderstwo (2014–2020) jako Ophelia Harkness

## Odznaczenia
- Prezydencki Medal Wolności – 2016[5]